# Дубина Петро Прокопович
Петро Прокопович Дубина (11 січня 1909, Рубанка, Чернігівська губернія - 24 жовтня 1995, Чернігів) - червоноармієць Робітничо-селянської Червоної армії, учасник Другої світової війни, Герой Радянського Союзу (1944).

## Біографія
Народився 11 січня 1909 року в селі Рубанка (нині Бахмацький район Чернігівської області України) у селянській родині. У 1921 році закінчив початкову школу, після чого працював у батьківському господарстві, у колгоспі.
У вересні 1943 року Дубина був призваний на службу в Робітничо-селянську Червону армію. З січня 1944 - на фронтах Другої світової війни. Брав участь у боях на 1-му та 2-му Українських фронтах. До березня 1944 року червоноармієць Петро Дубина був кулеметником мотострілецького батальйону 2-ї механізованої бригади 5-го механізованого корпусу 6-ї танкової армії 2-го Українського фронту. Відзначився під час форсування Дністра.
20 березня 1944 року Дубина одним із перших у батальйоні переправився через Дністер на південь від Могилів-Подільського. На плацдармі на західному березі він взяв активну участь у відображенні 15 контратак супротивника, знищивши кулеметним вогнем близько 350 солдатів та офіцерів супротивника.
Указом Президії Верховної Ради СРСР від 13 вересня 1944 року за «мужність і героїзм, виявлені при форсуванні Дністра та утриманні плацдарму на його правому березі» червоноармієць Петро Дубина був удостоєний високого звання Героя Радянського Союзу з врученням орду ордена 4298.
Після закінчення війни Дубина було демобілізовано. Жив у рідному селі, працював завідувачем фермою, головою колгоспу, бригадиром полеводів. Останні роки життя провів у Чернігові. Помер 24 жовтня 1995 року, похований на Яцевському цвинтарі Чернігова.
Був також нагороджений орденом Вітчизняної війни 1-го ступеня та рядом медалей.